# Takamitsu Tomiyama
Takamitsu Tomiyama (japanisch 富山 貴光 Tomiyama Takamitsu; * 26. Dezember 1990 in Tochigi, Präfektur Tochigi) ist ein japanischer Fußballspieler.

## Karriere
Tomiyama erlernte das Fußballspielen in der Mannschaft von HollyHock Shonen Soccer Tochigi, der Jugendmannschaft vom FC Tochigi, der Schulmannschaft der Yaita Chuo High School sowie der Universitätsmannschaft der Waseda-Universität. Die Saison 2007 wurde er von der High School an den Zweitligisten Vegalta Sendai nach Sendai ausgeliehen. Seinen ersten Profivertrag unterschrieb er 2013 bei Omiya Ardija. Der Verein aus Ōmiya-ku spielte in der höchsten Liga des Landes, der J1 League. Am Ende der Saison 2014 stieg der Verein in die zweite Liga ab. Für den Verein absolvierte er 53 Ligaspiele. 2016 wechselte er nach Tosu zum Erstligisten Sagan Tosu. Für Tosu absolvierte er 33 Spiele in der ersten Liga. Von August 2017 bis Saisonende wurde er an den Erstligisten Albirex Niigata nach Niigata ausgeliehen. Für den Verein absolvierte er fünf Erstligaspiele. 2018 wechselte er wieder zu seinem ehemaligen Verein Omiya Ardija. Die Saison 2021 wurde er an den Ligakonkurrenten Giravanz Kitakyūshū ausgeliehen. Am Ende der Saison 2021 stieg er mit dem Verein aus Kitakyūshū als Tabellenvorletzter in die dritte Liga ab. Für Giravanz absolvierte er 39 Zweitligaspiele. Nach der Ausleihe kehrte er Anfang 2022 wieder zu Omiya zurück. Am Ende der Saison 2023 musste er mit dem Verein als Tabellenvorletzter in die dritte Liga absteigen. Am Ende der Saison 2024 feierte er mit dem Verein die Drittligameisterschaft und den Aufstieg in die zweite Liga.

## Erfolge
Ōmiya Ardija
- Japanischer Drittligameister: 2024